# 1935 dans les parcs de loisirs
| Années des parcs de loisirs : 1932 - 1933 - 1934 - 1935 - 1936 - 1937 - 1938    |
| Décennies des parcs de loisirs : 1900 - 1910 - 1920 - 1930 - 1940 - 1950 - 1960 |

## Parcs d'attractions

### Ouverture
- Duinrell ( Pays-Bas)
- Luna Park Sydney ( Australie) Ouvert au public le 4 octobre 1935.
- Meli Park ( Belgique) Aujourd'hui connu sous le nom Plopsaland De Panne.

## Attractions

### Montagnes russes
| Nom            | Type / Modèle                 | Constructeur                  | Parc                     | Pays        |
| -------------- | ----------------------------- | ----------------------------- | ------------------------ | ----------- |
| Big Dipper     | Bois                          |                               | Luna Park Sydney         | Australie   |
| Flugbahn       | Bois                          |                               | Prater de Vienne         | Autriche    |
| Flying Turns   | Bois bobsleigh / Flying Turns | John Norman Bartlett          | Riverview Park           | États-Unis  |
| Grand National | Bois                          | Charles Paige                 | Blackpool Pleasure Beach | Royaume-Uni |
| Teddy Bear     | Bois                          | Philadelphia Toboggan Company | Kennywood                | États-Unis  |

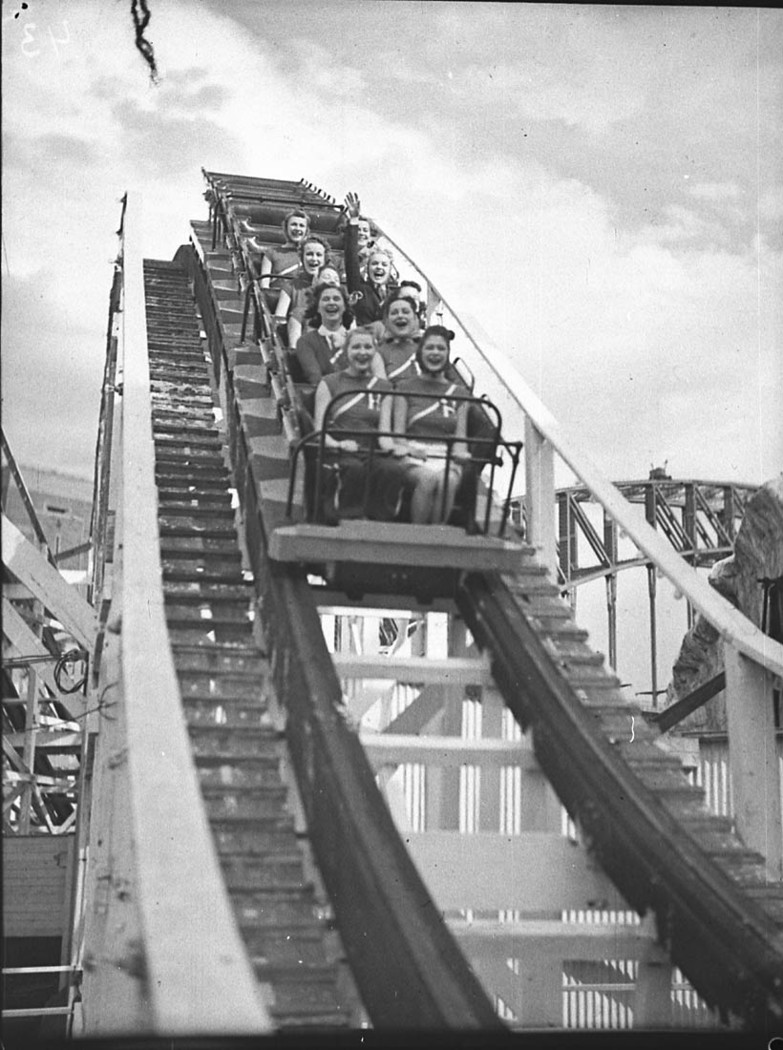
Big Dipper à Luna Park Sydney
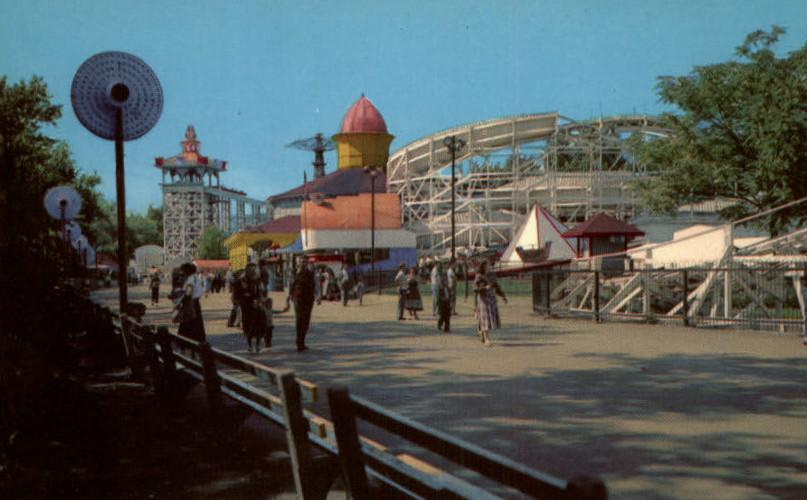
Flying Turns à Riverview Park
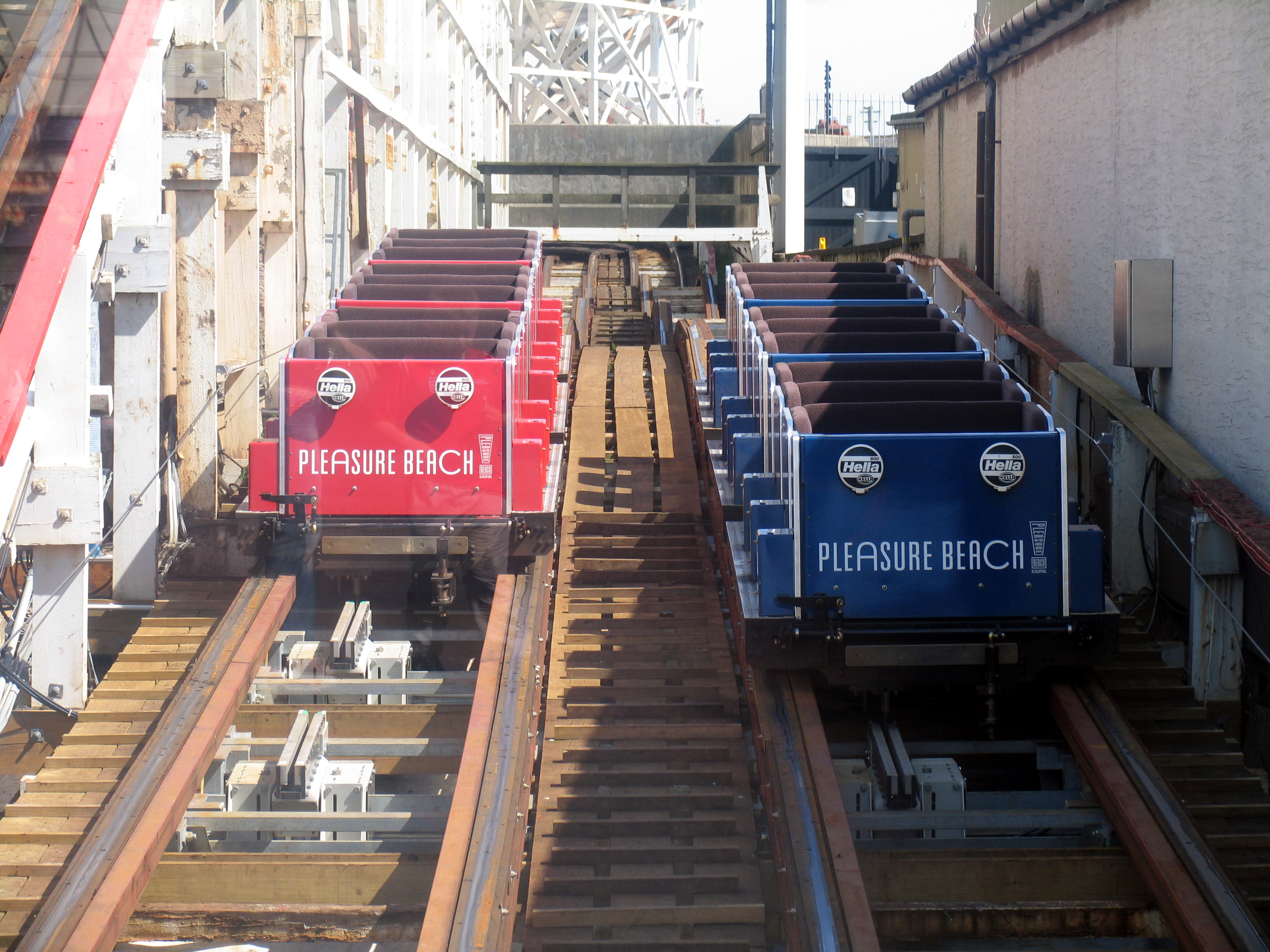
Grand National à Blackpool Pleasure Beach

### Autres attractions
| Nom        | Type / Modèle | Constructeur | Parc        | Pays       |
| ---------- | ------------- | ------------ | ----------- | ---------- |
| Blå Tåget  | Train fantôme |              | Gröna Lund  | Suède      |
| The Zephyr | Train         |              | Dorney Park | États-Unis |